# فیلم‌شناسی شاهد کپور

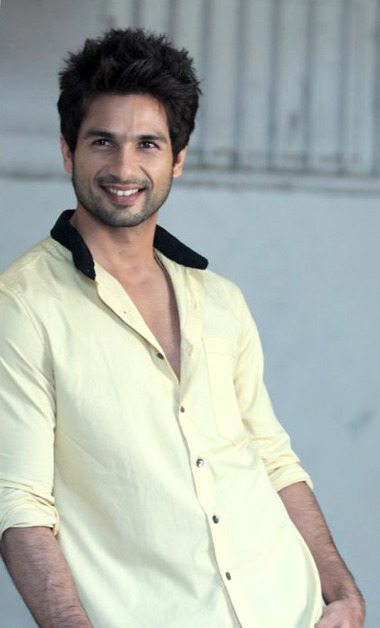
کپور در یک رویداد تبلیغاتی برای داستان تو و من در سال ۲۰۱۲

بازیگر هندی شاهد کپور کار خود را به‌عنوان یک رقصنده آغاز کرد و در فیلم‌های دل دیوانه است (۱۹۹۷) و ریتم (۱۹۹۹) ظاهر شد. او همچنین در چندین موزیک ویدئو، یکی برای خواننده کومار سانو ظاهر شد، قبل از اینکه اولین بازیگری خود را با ایفای نقش اصلی در کمدی-عاشقانه عشق عاشقانه (۲۰۰۳) انجام دهد. این فیلم موفقیت‌آمیز بود و بازی کپور از به‌عنوان یک دانشجو جوان، جایزه فیلم فیر را برای بهترین نقش اول مرد به ارمغان آورد. او در دو سال بعد موفقیت کمی پیدا کرد. هر پنج فیلم منتشر شدهٔ او، از جمله فیلم هیجان‌انگیز فدا (۲۰۰۴) و درام طعمه (۲۰۰۵)، شکست‌های تجاری بودند.
در سال ۲۰۰۶، کپور در کنار کارینا کپور در ۳۶ محله چینی‌ها و بی‌سروصدا ایفای نقش کرد و نقش یک داماد آینده‌نگر را در مقابل آمریتا رایو در ازدواج، یک درام-خانوادگی موفق تجاری از کارگردان سورج بارجاتیا بازی کرد. در سال بعد، او دوباره با کارینا کپور در کمدی-رمانتیک وقتی همدیگر را دیدیم بازی کرد، که باعث شد او اولین نامزدی بهترین بازیگر مرد را در فیلم‌فیر بدست آورد. در سال ۲۰۰۹، کپور، برادران دوقلو، یکی با لب و دیگری با لکنت را در فیلم هیجان‌انگیز و تحسین‌شده ویشال بهاردواج، به‌نام رذل به‌تصویر کشید. او سپس در یک سری فیلم ظاهر شد که عملکرد ضعیفی در گیشه داشتند، از جمله موسم (۲۰۱۱) و داستان تو و من (۲۰۱۲). فیلم اکشن-درام سال ۲۰۱۳، به‌نام آر… راجکومار اولین موفقیت تجاری او در چهار سال گذشت بود.
در سال ۲۰۱۴، کپور نقش شخصیت اصلی را در حیدر (۲۰۱۴)، اقتباسی از تراژدی هملت ویلیام شکسپیر، بازی کرد و برنده جایزه فیلم فیر برای بهترین بازیگر مرد شد. پس از داور استعداد در در برنامه واقعیت رقص یک نگاه سریع (۲۰۱۵)، او نقش یک ستاره راک معتاد به مواد مخدر را در پنجاب مرتفع (۲۰۱۶) بازی کرد، یک درام-جنایی دربارهٔ سوء مصرف مواد، که برای آن جایزه بهترین منتقدان فیلم‌فیر را دریافت کرد. پردرآمدترین اکران کپور در سال ۲۰۱۸ با درام دوره ای سانجی لیلا بانسالی، پادماواتی، یکی از بزرگ‌ترین درآمدهای سینمای هند، که در آن او حاکم راجپوت، راوال راتان سینگ را به‌تصویر کشید، رقم خورد. سال بعد، او نقش یک عاشق ناراضی را در کبیر سینگ (۲۰۱۹) بازی کرد، که ثابت شد او بزرگ‌ترین موفقیت تجاری خود را به‌عنوان تنها بازیگر مرد اصلی بدست آورده. پس از یک وقفه کوتاه، کپور در سریال درام-جنایی آمازون، جعلی (۲۰۲۳) بازی کرد، که پربیننده‌ترین سریال هندی شد.

## فیلم‌ها
| Films that have not yet been released | به فیلم‌هایی اشاره دارد که هنوز اکران نشده‌است |

| سال  | نام                      | نقش                              | یادداشت                           | منبع                 |
| ---- | ------------------------ | -------------------------------- | --------------------------------- | -------------------- |
| ۱۹۹۷ | دل دیوانه است            | رقصنده                           | بی‌اعتبار                          | [ ۲۴ ]               |
| ۱۹۹۹ | ریتم                     | رقصنده                           | بی‌اعتبار                          | [ ۲۴ ]               |
| ۲۰۰۳ | عشق عاشقانه              | راجیو ماتور                      |                                   | [ ۲۵ ]               |
| ۲۰۰۴ | فدا                      | جای مالهوترا                     |                                   | [ ۲۶ ]               |
| ۲۰۰۴ | دل بیشتر می‌خواد          | نیکیل ماتور                      |                                   | [ ۲۷ ]               |
| ۲۰۰۵ | عاشقان دیوانه می‌شوند     | کاران شارما                      |                                   | [ ۲۸ ]               |
| ۲۰۰۵ | وای! زندگی یعنی این!     | آدیتیا "آدی" ورما                |                                   | [ ۲۹ ]               |
| ۲۰۰۵ | طعمه                     | جایدف "جای" واردان               |                                   | [ ۳۰ ]               |
| ۲۰۰۶ | ۳۶ محله چینی‌ها           | راج ملهوترا                      |                                   | [ ۳۱ ]               |
| ۲۰۰۶ | بی‌سروصدا                 | جیتو پراساد شارما                |                                   | [ ۳۲ ]               |
| ۲۰۰۶ | ازدواج                   | پریم باجپایی                     |                                   | [ ۳۳ ]               |
| ۲۰۰۷ | آخر حماقت                | راجا / راهول سینگانیا            |                                   | [ ۳۴ ]               |
| ۲۰۰۷ | وقتی همدیگر را دیدیم     | آدیتیا کاشیاپ                    |                                   | [ ۲۵ ] [ ۳۵ ]        |
| ۲۰۰۸ | ارتباط تقدیر             | راج ملهوترا                      |                                   | [ ۳۶ ]               |
| ۲۰۰۹ | رذل                      | چارلی / گودو شارما               |                                   | [ ۲۵ ] [ ۳۷ ]        |
| ۲۰۰۹ | دل می‌گوید آفرین!         | روهان سینگ                       |                                   | [ ۳۸ ]               |
| ۲۰۱۰ | شانس رقص                 | سامیر بهل                        |                                   | [ ۳۹ ]               |
| ۲۰۱۰ | مدرسه                    | راهول پراکاش اودیوار             |                                   | [ ۴۰ ]               |
| ۲۰۱۰ | کمپانی بدها              | کاران اس. کپور                   |                                   | [ ۴۱ ]               |
| ۲۰۱۰ | ما همدیگر را خواهیم دید  | آمیت "ایمی" کپور                 |                                   | [ ۴۲ ]               |
| ۲۰۱۱ | موسم                     | هاریندر "هری" سینگ               |                                   | [ ۴۳ ]               |
| ۲۰۱۲ | داستان تو و من           | کریش کپور / جاوید قادری / گوویند |                                   | [ ۴۴ ]               |
| ۲۰۱۳ | ناطق بمبئی               | خودش                             | چهره خاص در ترانه «ناطق بمبئی ما» | [ ۴۵ ]               |
| ۲۰۱۳ | قهرمان واقعی             | ویشواس رائو                      |                                   | [ ۴۶ ]               |
| ۲۰۱۳ | آر… راجکومار             | رومئو راجکومار                   |                                   | [ ۴۷ ]               |
| ۲۰۱۴ | حیدر                     | حیدر میر                         |                                   | [ ۴۸ ] [ ۴۹ ]        |
| ۲۰۱۴ | بزن‌بهادر                 | خودش                             | حضور ویژه در ترانه «پنجابی مست»   | [ ۵۰ ]               |
| ۲۰۱۵ | باشکوه                   | جاجیندر جوگیندر                  |                                   | [ ۵۱ ]               |
| ۲۰۱۶ | پنجاب مرتفع              | تامی سینگ                        |                                   | [ ۵۲ ] [ ۵۳ ] [ ۵۴ ] |
| ۲۰۱۷ | رنگون                    | نواب مالک                        |                                   | [ ۵۵ ]               |
| ۲۰۱۸ | پادماواتی                | راوال راتان سینگ                 |                                   | [ ۵۶ ]               |
| ۲۰۱۸ | به نیویورک خوش آمدید     | خودش                             | چهره خاص                          | [ ۵۷ ]               |
| ۲۰۱۸ | چراغ خاموش متر روشن      | شلوار سوشیل کومار                |                                   | [ ۵۸ ]               |
| ۲۰۱۹ | کبیر سینگ                | دکتر کبیر راجدیر                 |                                   | [ ۵۹ ]               |
| ۲۰۲۲ | پیراهن ورزشی             | آرجون تالوار                     |                                   | [ ۶۰ ]               |
| ۲۰۲۳ | پدر خونین                |                                  |                                   | [ ۶۱ ]               |
| ۲۰۲۴ | حرف‌هات منو به دام انداخت |                                  |                                   |                      |

## تلویزیون
| سال  | نام                                           | نقش             | یادداشت          | منبع          |
| ---- | --------------------------------------------- | --------------- | ---------------- | ------------- |
| ۱۹۹۸ | مهندس بی.ای.ال.ال. بی                         | دستیار کارگردان | مجموعه تلویزیونی | [ ۶۲ ] [ ۶۳ ] |
| ۲۰۱۰ | 16th Star Screen Awards                       | میزبان          | ویژه تلویزیون    | [ ۶۴ ]        |
| ۲۰۱۱ | 17th Star Screen Awards                       | میزبان          | ویژه تلویزیون    | [ ۶۵ ]        |
| ۲۰۱۲ | 18th Colors Screen Awards                     | میزبان          | ویژه تلویزیون    | [ ۶۶ ]        |
| ۲۰۱۲ | 13th International Indian Film Academy Awards | میزبان          | ویژه تلویزیون    | [ ۶۷ ]        |
| ۲۰۱۳ | 14th International Indian Film Academy Awards | میزبان          | ویژه تلویزیون    | [ ۶۸ ]        |
| ۲۰۱۴ | 15th International Indian Film Academy Awards | میزبان          | ویژه تلویزیون    | [ ۶۹ ]        |
| ۲۰۱۵ | یک نگاه سریع                                  | داور            | رئالیتی شو       | [ ۷۰ ]        |
| ۲۰۱۶ | Zee Cine Awards                               | میزبان          | ویژه تلویزیون    | [ ۷۱ ]        |
| ۲۰۱۶ | 17th International Indian Film Academy Awards | میزبان          | ویژه تلویزیون    | [ ۷۲ ]        |
| ۲۰۲۳ | جعلی                                          | سانی            | در حال پخش       | [ ۷۳ ]        |

## موزیک ویدئو
| سال  | نام                   | خواننده (گان)   | منبع          |
| ---- | --------------------- | --------------- | ------------- |
| ۱۹۹۹ | «در چشم»              | آرینس           | [ ۷۴ ] [ ۷۵ ] |
| ۱۹۹۹ | «مرا دل بوله پیا پیا» | پورنیما         | [ ۷۶ ] [ ۷۷ ] |
| ۲۰۰۰ | «باید بگم»            | کومار سانو      | [ ۷۸ ]        |
| ۲۰۰۱ | «جان لیخو جانم لیخو»  | ریدهی           | [ ۷۹ ]        |
| ۲۰۰۲ | «یه چیزی مشکل داره»   | سادانا سارگام   | [ ۸۰ ]        |
| ۲۰۱۰ | «دلی دلی»             | فالگونی پاتاک   | [ ۸۱ ]        |
| ۲۰۱۰ | «یک آهنگ»             | واریوس          | [ ۸۲ ]        |
| ۲۰۱۸ | «ارواشی»              | یو یو هانی سینگ | [ ۸۳ ]        |